# Аталиба, Эдсон
Э́дсон Аталиба Ка́ндиду (порт.-браз. Édson Ataliba Cândido; 9 июля 1956, Сан-Паулу) — бразильский футболист, правый нападающий. После завершения игровой карьеры работал тренером.

## Карьера
Аталиба начал заниматься футболом в школе «Коринтианса», но ещё в юные годы перешёл в «Жувентус», куда его пригласил Кловис Нори. Затем он играл по арендам в клубах «Катандувензе», «Гуаратингета», «Алианса» и «Риу-Клару». С 1978 года Аталиба выступал за основной состав команды, благодаря тому же Нори, который поспособствовал переходу нападающего во взрослый состав, где он дебютировал в матче с клубом «XV ноября» (1:1) и где сразу же забил гол. В том же году он попал в расширенный список игроков сборной Бразилии, готовящейся к поездке на чемпионат мира, но в окончательный список не попал.
В 1982 году Аталиба перешёл в «Коринтианс», клуб, против которого он очень удачно играл, забив в его ворота 9 голов в 12 матчах. Сам игрок был очень рад этому, так как он и вся его семья болели за «Тимао» с детства. С этим клубом нападающий дважды стал чемпионом штата, а сам форвард, хоть и не был лидером команды, где солировали Сократес, Казагранде и Зенон, но выходил на поле регулярно и забил 25 голов в 138 матчах, по другим данным в 136 матчах. В 1984 году ходили разговоры о переходе Аталибы в «Палмейрас», но футболист, по собственным словам отказавших переходить в стан принципиального конкурента, оказался в «Сантосе», с которым в третий раз подряд стал чемпионом штата. Затем он играл за «Санту-Андре», «Санта-Круз», «Гуару», а потом за «Гремио Марингу», где завершил игровую карьеру в 1990 году.
В 2008 году бывший футболист баллотировался в парламент Сан-Паулу, но на выборах не набрал и тысячи голосов. В 2013 году Атиалиба стал тренером клуба «Диадема», затем с 2016 года занимал пост супервайзера в этой же команде. В июле 2017 года он стал главным тренером молодёжного состава «Диадемы».

## Достижения
- Чемпион штата Сан-Паулу: 1982, 1983, 1984